# Stephen Decatur
Stephen Decatur (Sinepuxent, 5 gennaio 1779 – Washington, 22 marzo 1820) è stato un ammiraglio statunitense.

## Biografia
Nato sulla costa orientale del Maryland, per la precisione nella contea di Worcester, suo padre, omonimo, era un commodoro della Marina degli Stati Uniti che prestò servizio durante la rivoluzione americana. Poco dopo aver frequentato il college, Decatur seguì le orme di suo padre e si arruolò nella Marina degli Stati Uniti all'età di diciannove anni come guardiamarina.
Decatur supervisionò la costruzione di diverse navi militari statunitensi, una delle quali in seguito comandò. Promosso all'età di 25 anni, è l'uomo più giovane a raggiungere il grado di capitano nella storia della Marina degli Stati Uniti. Servì sotto tre presidenti e svolse un ruolo importante nel primo sviluppo della Marina degli Stati Uniti. In quasi tutti i teatri di battaglia, il servizio di Decatur era caratterizzato da atti di eroismo e prestazioni eccezionali. Il suo servizio nella Marina degli Stati Uniti lo portò attraverso entrambe le guerre barbaresche in Nord Africa, la quasi-guerra con la Francia e la guerra del 1812 con la Gran Bretagna. Era rinomato per la sua naturale capacità di guidare e per la sua genuina preoccupazione per i marinai sotto il suo comando. Le sue numerose vittorie navali contro la Gran Bretagna, la Francia e gli stati barbareschi permisero l'ascesa della Marina degli Stati Uniti.
Durante questo periodo prestò servizio a bordo e comandò molte navi militari e alla fine divenne membro del Board of Navy Commissioners. Costruì una grande casa a Washington, conosciuta come Decatur House, su Lafayette Square, e fu il centro della società di Washington all'inizio del XIX secolo. Divenne un membro benestante della società di Washington e annoverò James Monroe e altri nobili di Washington tra i suoi amici personali.
La carriera di Decatur terminò presto quando fu ucciso in un duello con il commodoro James Barron. Combatterono dopo che si rifiutò di ritrattare le osservazioni che aveva fatto sulla condotta di Barron nell'affare Chesapeake-Leopard nel 1807. Decatur emerse come eroe nazionale durante la sua vita, diventando il primo eroe post-guerra rivoluzionaria. Il suo nome e la sua eredità, come quella di John Paul Jones, si identificarono con la Marina degli Stati Uniti.